# Saint-Savournin
Saint-Savournin, daw. Saint-Sernin – miejscowość i gmina we Francji, w regionie Prowansja-Alpy-Lazurowe Wybrzeże, w departamencie Delta Rodanu.
W 1539 roku, na mocy rozporządzenia (ustawa z 10 sierpnia 1539, podpisana w Villers-Cotterêts przez Franciszka I, mająca na celu zaprzestanie stosowania łaciny w oficjalnych dokumentach) zmieniono nazwę miasta z "Saint-Sernin" na "Saint-Savournin". Nazwa miasta pochodzi od wezwania pierwszego kościoła ku czci św. Saturnina, pierwszego biskupa Tuluzy, którego ślady datowane są na 1010 rok.
Według danych na rok 1990 gminę zamieszkiwały 2093 osoby, a gęstość zaludnienia wynosiła 355 osób/km². Wśród 963 gmin regionu Prowansja-Alpy-W. Lazurowe, Saint-Savournin plasuje się na 260. miejscu pod względem liczby ludności, natomiast pod względem powierzchni na miejscu 786.